# Rising Pune Supergiants
Die Rising Pune Supergiants (RPS) war ein indisches Cricketteam. Das Team repräsentierte die Stadt Pune in der Indian Premier League. Das Heimatstadion war das Maharashtra Cricket Association Stadium in Pune. Wegen einer starken Dürreperiode in Indien während der IPL wurde entschieden, dass die Matches der RPS ins Dr. Y.S. Rajasekhara Reddy ACA-VDCA Cricket Stadium verlegt werden mussten. Das Team wurde 2015 zusammen mit den Gujarat Lions für die Saison 2016 neu gegründet. Die Neugründung war erforderlich, da die beiden Teams Chennai Super Kings und Rajasthan Royals wegen eines Wettskandals für 2 Jahre aus der IPL ausgeschlossen wurden. Das neue Franchise übernahm viele Spieler und Trainer von den Chennai Super Kings. Die Supergiants beendenten ihre erste IPL Saison an 7. Position und konnten in der zweiten sich für das Finale qualifizieren. Nach der Indian Premier League 2017 wurde bekannt, dass RPS nicht mehr für die kommende Saison für die IPL spielberechtigt sein wird.

## Abschneiden in der IPL
| Jahr | Spiele | Siege | Niederlagen | No Result | Endplatzierung (Vorrunde) |
| ---- | ------ | ----- | ----------- | --------- | ------------------------- |
| 2016 | 15     | 5     | 9           | 0         | Vorrunde (7/8)            |
| 2017 | 14     | 9     | 5           | 0         | Finale (2/8)              |